# S/S Halla XVII

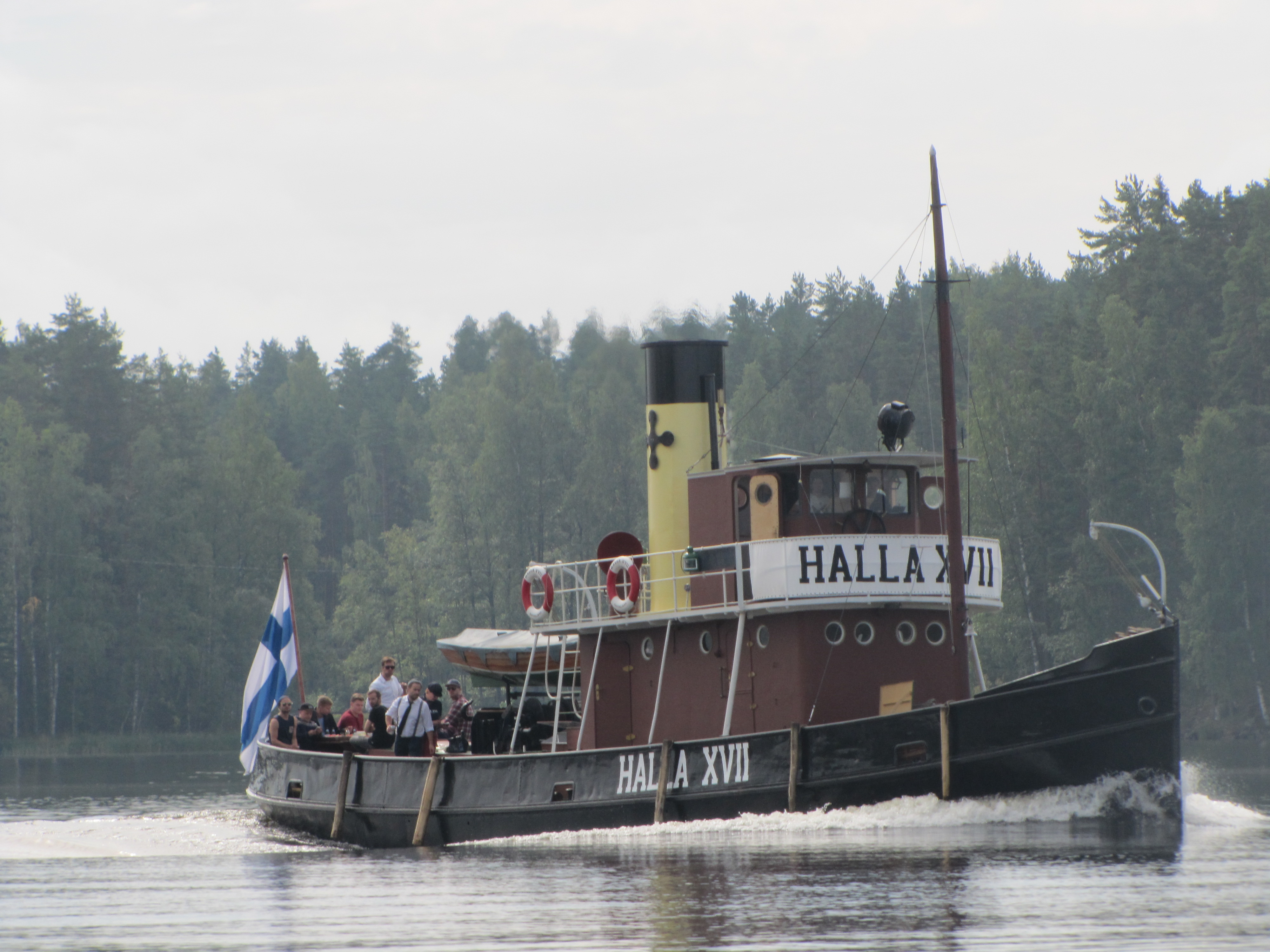
Halla XVII på väg mot S:t Michel, 2016

S/S Halla XVII är en ångdriven finländsk bogserbåt, som byggdes 1908 på Kotka Mekaniska Verkstad i Kotka i Finland för ångsågverket Halla Ab, som senare ingick i UPM (United Paper Mills), och som låg på ön Halla nära Kotka.
Halla XVII bogserade sågat timmer i pråmar från Halla till fartyg på redden. Efter det att en lastkaj och en farled in till Kotka sågverk anlagts, omstationerades Halla XVII till Saimen som timmerbogserare. Hon bogserade timmerflottar från Joensuu sydost om Kristina till uppfordringsverket i Orraintaipale, varifrån Halla hade en flottningsled ända till Kymmene älv, som var i drift till 1976. Från 1932 ägdes hon av Kymmene Ab i S:t Michel.
Fartyget renoverades på 1960-talet. Sedan 1971 används hon som fritidsfartyg.